# 高振西
高振西（1907年7月7日—1991年12月9日），中国地质学家。

## 生平
生于河南荥阳。1931年毕业于北京大学地质系。1980年当选为中国科学院学部委员(院士)。曾任中国地质博物馆馆长、研究员。